# 萬龍滑雪場
萬龍滑雪場，位於中國河北省張家口市，是崇禮區7大滑雪場之一，是中國首家以滑雪为特色的国家级4A景区，擁有超过32条雪道，佔地面積30餘平方公里。

## 外部連結
- 官方网站